# Ferulago silaifolia
Ferulago silaifolia là một loài thực vật có hoa trong họ Hoa tán. Loài này được (Boiss.) Boiss. mô tả khoa học đầu tiên năm 1872.